# Genicularia
Genicularia — рід грибів родини Orbiliaceae. Назва вперше опублікована 1966 року.

## Класифікація
До роду Genicularia відносять 7 видів:
- Genicularia bogoriensis
- Genicularia clavispora
- Genicularia cystosporia
- Genicularia eudermata
- Genicularia paucispora
- Genicularia perpasta
- Genicularia psychrophila